# دهه ۷۵۰ (میلادی)
دهه ۷۵۰ (میلادی) دهه هفتاد و پنجم تقویم میلادی است.

## درگذشتگان
‎